# Cosesaurus aviceps
Il cosesauro (Cosesaurus aviceps) è un piccolo rettile estinto, appartenente ai protorosauri. Visse nel Triassico medio (Ladinico, circa 240 milioni di anni fa) e i suoi resti fossili sono stati ritrovati in Spagna.

## Descrizione
Questo animale è noto solo grazie a un unico esemplare pressoché completo, ma conservatosi come impronta di scheletro sulla roccia. L'animale da vivo doveva essere minuscolo, di circa 14 centimetri di lunghezza, ed era molto probabilmente un esemplare giovane. Cosesaurus aveva un aspetto vagamente simile a quello di una lucertola. Il cranio era alto e dotato di un muso corto; le zampe erano snelle e sottili, e quelle anteriori erano lunghe circa la metà di quelle posteriori. L'orbita è piuttosto grande, con dimensioni relative analoghe a quelle degli esemplari più piccoli di Macrocnemus. L'osso dentale era dotato di 20/22 denti piccoli, appuntiti e ravvicinati. Il margine ventrale del premascellare era dritto e portava 6/7 piccoli denti di forma conica, leggermente appiattiti lateralmente. L'osso mascellare era subtriangolare, con un processo dorsale ben sviluppato e dotato di almeno 18 denti per ramo. La colonna vertebrale comprendeva 8 vertebre cervicali, 16 dorsali e tra le 40 e le 50 vertebre caudali.

## Classificazione
Cosesaurus aviceps venne descritto per la prima volta da Ellenberger e De Villalta nel 1974, sulla base di un fossile ritrovato nel giacimento di Montral Alcover in Spagna, risalente al Ladinico. A causa del particolare tipo di conservazione dell'esemplare, è stato difficile interpretare il fossile. A causa della forma del cranio vagamente simile a quella degli uccelli, della morfologia complessiva e in particolare degli arti allungati, ma soprattutto per la presunta presenza di impronte di penne, i primi studi effettuati sul fossile (Ellenberger e De Villalta, 1974; Ellenberger, 1978) hanno considerato Cosesaurus un antenato degli uccelli. 

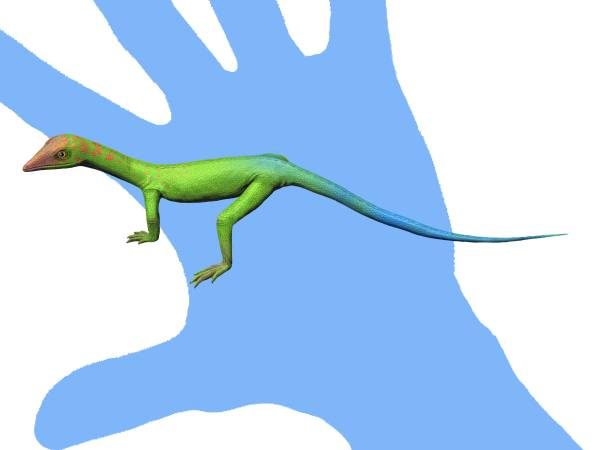
Ricostruzione di Cosesaurus, al confronto con la mano di un uomo

Successivi studi (Sanz e Lopez-Martinez, 1984; Padian e Chiappe, 1998) hanno invece ritenuto Cosesaurus molto vicino filogeneticamente a Macrocnemus, all'interno del gruppo dei protorosauri. Ulteriori analisi hanno indicato una parentela con i Tanystropheidae, tra cui Macrocnemus, Tanystropheus e Langobardisaurus (Saller, 2016).

## Paleoecologia
La dentatura di Cosesaurus aviceps, insieme alle sue piccole dimensioni, fanno ritenere che esso fosse un insettivoro. I quattro denti posteriori del mascellare, dalla forma triangolare e appiattita lateralmente, dovevano probabilmente agire come delle lame per tagliare le prede i cui esoscheletri erano stati già perforati dall'azione dei denti anteriori appuntiti. Le caratteristiche delle zampe fanno supporre che Cosesaurus fosse un animale arboricolo (Saller, 2016).